# Équipe de Belgique de football à la Coupe du monde 2014
Cet article relate le parcours de l’Équipe de Belgique de football lors de la Coupe du monde de football 2014 organisée au Brésil du 12 juin au 13 juillet 2014.

## Qualifications
La Belgique se qualifie pour la phase finale le 11 octobre 2013 à la suite de sa victoire à Zagreb contre la Croatie (1-2) grâce à un doublé de Romelu Lukaku. La dernière qualification de la Belgique remonte à 2002 via les barrages, elle ne s'était plus qualifiée directement depuis 1994 (1er ex æquo au nombre de points mais 2e à la différence de buts). Cependant, la dernière qualification en étant en tête de groupe était en 1990 (également 1er ex æquo au nombre de points mais aussi 1er à la différence de buts).

### Groupe A: Zone Europe
| Rang | Équipe            | Pts | J  | G | N | P | Bp | Bc | Diff |  | Résultats (▼ dom., ► ext.) |     |     |     |     |     |     |
| ---- | ----------------- | --- | -- | - | - | - | -- | -- | ---- |  | -------------------------- | --- | --- | --- | --- | --- | --- |
| 1    | Belgique          | 26  | 10 | 8 | 2 | 0 | 18 | 4  | +14  |  | Belgique                   |     | 1-1 | 2-1 | 2-0 | 1-1 | 1-0 |
| 2    | Croatie           | 17  | 10 | 5 | 2 | 3 | 12 | 9  | +3   |  | Croatie                    | 1-2 |     | 2-0 | 0-1 | 2-0 | 1-0 |
| 3    | Serbie            | 14  | 10 | 4 | 2 | 4 | 18 | 11 | +7   |  | Serbie                     | 0-3 | 1-1 |     | 2-0 | 6-1 | 5-1 |
| 4    | Écosse            | 11  | 10 | 3 | 2 | 5 | 8  | 12 | -4   |  | Écosse                     | 0-2 | 2-0 | 0-0 |     | 1-2 | 1-1 |
| 5    | Pays de Galles    | 10  | 10 | 3 | 1 | 6 | 9  | 20 | -11  |  | Pays de Galles             | 0-2 | 1-2 | 0-3 | 2-1 |     | 1-0 |
| 6    | Macédoine du Nord | 7   | 10 | 2 | 1 | 7 | 7  | 16 | -9   |  | Macédoine du Nord          | 0-2 | 1-2 | 1-0 | 1-2 | 2-1 |     |

### Résultats et calendrier
Le calendrier du groupe A a été décidé le 23 novembre 2011 à  Bruxelles.
La Belgique n'a perdu aucun match de qualification (8 victoires et 2 nuls) et termine donc première de son groupe.

## Matchs de préparation
Liste détaillée des matches amicaux de la Belgique depuis sa qualification à la Coupe du monde :
| 1er match                    | Belgique | 0 - 2   | Colombie                | Stade Roi-Baudouin, Bruxelles                      |                                                    |
| 14 novembre 2013 21:00 UTC+1 |          | (0 - 0) | 51e Falcao · 67e Ibarbo | Spectateurs : ±45 000 Arbitrage : Mark Clattenburg | Spectateurs : ±45 000 Arbitrage : Mark Clattenburg |
| 14 novembre 2013 21:00 UTC+1 | Rapport  |         |                         | Spectateurs : ±45 000 Arbitrage : Mark Clattenburg | Spectateurs : ±45 000 Arbitrage : Mark Clattenburg |

| 2e match                     | Belgique                        | 2 - 3   | Japon                                  | Stade Roi-Baudouin, Bruxelles                   |                                                 |
| 19 novembre 2013 21:00 UTC+1 | Mirallas 15e · Alderweireld 79e | (1 - 1) | 37e Kakitani · 53e Honda · 63e Okazaki | Spectateurs : ±45 000 Arbitrage : Firat Aydinus | Spectateurs : ±45 000 Arbitrage : Firat Aydinus |
| 19 novembre 2013 21:00 UTC+1 | Rapport                         |         |                                        | Spectateurs : ±45 000 Arbitrage : Firat Aydinus | Spectateurs : ±45 000 Arbitrage : Firat Aydinus |

| 3e match                | Belgique                      | 2 - 2   | Côte d'Ivoire             | Stade Roi-Baudouin, Bruxelles                  |                                                |
| 5 mars 2014 20:45 UTC+1 | Fellaini 17e · Nainggolan 51e | (1 - 0) | 74e Drogba · 90+2e Gradel | Spectateurs : ±45 000 Arbitrage : Felix Zwayer | Spectateurs : ±45 000 Arbitrage : Felix Zwayer |
| 5 mars 2014 20:45 UTC+1 | Rapport                       |         |                           | Spectateurs : ±45 000 Arbitrage : Felix Zwayer | Spectateurs : ±45 000 Arbitrage : Felix Zwayer |

| 4e match non officiel   | Belgique                                                 | 5 - 1   | Luxembourg  | Cristal Arena, Genk                                |                                                    |
| 26 mai 2014 20:45 UTC+1 | Lukaku 3e, 23e, 53e · Chadli 71e · De Bruyne 90+1e (pen) | (2 - 1) | 13e Joachim | Spectateurs : ±25 000 Arbitrage : Tom Harald Hagen | Spectateurs : ±25 000 Arbitrage : Tom Harald Hagen |
| 26 mai 2014 20:45 UTC+1 | Rapport                                                  |         |             | Spectateurs : ±25 000 Arbitrage : Tom Harald Hagen | Spectateurs : ±25 000 Arbitrage : Tom Harald Hagen |

| 5e match                  | Suède   | 0 - 2   | Belgique                | Friends Arena, Stockholm                           |                                                    |
| 1er juin 2014 20:15 UTC+1 |         | (0 - 1) | 35e Lukaku · 79e Hazard | Spectateurs : ±25 000 Arbitrage : Mark Clattenburg | Spectateurs : ±25 000 Arbitrage : Mark Clattenburg |
| 1er juin 2014 20:15 UTC+1 | Rapport |         |                         | Spectateurs : ±25 000 Arbitrage : Mark Clattenburg | Spectateurs : ±25 000 Arbitrage : Mark Clattenburg |

| 6e match                | Belgique    | 1 - 0   | Tunisie | Stade Roi-Baudouin, Bruxelles                   |                                                 |
| 7 juin 2014 20:45 UTC+1 | Mertens 89e | (0 - 0) |         | Spectateurs : ±45 000 Arbitrage : Viktor Kassai | Spectateurs : ±45 000 Arbitrage : Viktor Kassai |
| 7 juin 2014 20:45 UTC+1 | Rapport     |         |         | Spectateurs : ±45 000 Arbitrage : Viktor Kassai | Spectateurs : ±45 000 Arbitrage : Viktor Kassai |

## Phase finale
Grâce à sa 5e place lors du dernier classement FIFA pris en compte (octobre 2013), la Belgique se retrouve tête de série.

### Effectif
Le sélectionneur belge, Marc Wilmots, annonce la liste officielle des vingt-trois joueurs pour le mondial (sélections et buts avant le début de la Coupe du monde). 15 des 23 joueurs seront à nouveau sélectionnés pour disputer la Coupe du monde 2018.

### Premier tour - Groupe H
La Belgique fait partie du groupe H, tout comme l'Algérie, la Russie et la Corée du Sud. Elle remporte ses trois matchs par un but d'écart, la défense n'encaissant qu'un seul goal sur penalty et les victoires se dessinant à chaque fois en seconde partie de deuxième mi-temps.
|   | Équipe       | Pts | J | G | N | P | Bp | Bc | Diff |
| 1 | Belgique     | 9   | 3 | 3 | 0 | 0 | 4  | 1  | 3    |
| 2 | Algérie      | 4   | 2 | 1 | 1 | 1 | 6  | 5  | +1   |
| 3 | Russie       | 2   | 3 | 0 | 2 | 1 | 2  | 3  | -1   |
| 4 | Corée du Sud | 1   | 3 | 0 | 1 | 2 | 3  | 6  | -3   |

| J 1 | 17 juin 2014 | Belgique     | 2 - 1 | Algérie      |
| J 1 | 18 juin 2014 | Russie       | 1 - 1 | Corée du Sud |
| J 2 | 22 juin 2014 | Belgique     | 1 - 0 | Russie       |
| J 2 | 22 juin 2014 | Corée du Sud | 2 - 4 | Algérie      |
| J 3 | 26 juin 2014 | Corée du Sud | 0 - 1 | Belgique     |
| J 3 | 26 juin 2014 | Algérie      | 1 - 1 | Russie       |

#### Belgique - Algérie
| Match 15                                                 | Belgique                                  | 2 - 1   | Algérie                     | Mineirão, Belo Horizonte                                               |                                                                        |
| 17 juin 2014 · 13:00 (UTC-3) · Historique des rencontres | Marouane Fellaini 70e · Dries Mertens 80e | (0 - 1) | 25e (pen.) Sofiane Feghouli | Spectateurs : 56 800 · Arbitrage : Marco Rodríguez · Photos du match · | Spectateurs : 56 800 · Arbitrage : Marco Rodríguez · Photos du match · |
| 17 juin 2014 · 13:00 (UTC-3) · Historique des rencontres | Rapport                                   |         |                             | Spectateurs : 56 800 · Arbitrage : Marco Rodríguez · Photos du match · | Spectateurs : 56 800 · Arbitrage : Marco Rodríguez · Photos du match · |

| Belgique | Algérie |

| BELGIQUE :      |    |                   |  |     |     |
|                 |    |                   |  |     |     |
| Gardien de but  | 1  | Thibaut Courtois  |  |     |     |
|                 | 2  | Toby Alderweireld |  |     |     |
|                 | 4  | Vincent Kompany   |  |     |     |
|                 | 5  | Jan Vertonghen    |  |     | 24e |
|                 | 6  | Axel Witsel       |  |     |     |
|                 | 7  | Kevin De Bruyne   |  |     |     |
|                 | 9  | Romelu Lukaku     |  | 58e |     |
|                 | 10 | Eden Hazard       |  |     |     |
|                 | 15 | Daniel Van Buyten |  |     |     |
|                 | 19 | Mousa Dembélé     |  | 65e |     |
|                 | 22 | Nacer Chadli      |  | 46e |     |
| Remplaçants :   |    |                   |  |     |     |
|                 | 8  | Marouane Fellaini |  | 65e |     |
|                 | 14 | Dries Mertens     |  | 46e |     |
|                 | 17 | Divock Origi      |  | 58e |     |
| Sélectionneur : |    |                   |  |     |     |
| Marc Wilmots    |    |                   |  |     |     |

| ALGÉRIE :         |    |                        |  |     |     |
|                   |    |                        |  |     |     |
| Gardien de but    | 23 | Raïs M'Bolhi           |  |     |     |
|                   | 2  | Madjid Bougherra       |  |     |     |
|                   | 3  | Faouzi Ghoulam         |  |     |     |
|                   | 5  | Rafik Halliche         |  |     |     |
|                   | 10 | Sofiane Feghouli       |  |     |     |
|                   | 12 | Carl Medjani           |  | 84e |     |
|                   | 14 | Nabil Bentaleb         |  |     | 34e |
|                   | 15 | El Arabi Hilal Soudani |  | 66e |     |
|                   | 19 | Saphir Taïder          |  |     |     |
|                   | 21 | Riyad Mahrez           |  | 71e |     |
|                   | 22 | Mehdi Mostefa          |  |     |     |
| Remplaçants :     |    |                        |  |     |     |
|                   | 13 | Islam Slimani          |  | 66e |     |
|                   | 9  | Nabil Ghilas           |  | 84e |     |
|                   | 8  | Medhi Lacen            |  | 71e |     |
| Sélectionneur :   |    |                        |  |     |     |
| Vahid Halilhodžić |    |                        |  |     |     |

| Assistants : Marvin Torrentera Marcos Quintero Quatrième arbitre : Alireza Faghani Cinquième arbitre : Hassan Kamranifar Homme du Match : Kevin De Bruyne |

#### Belgique - Russie
| Match 31                                                 | Belgique         | 1 - 0   | Russie | Stade Maracanã, Rio de Janeiro                                     |                                                                    |
| 22 juin 2014 · 13:00 (UTC-3) · Historique des rencontres | Divock Origi 88e | (0 - 0) |        | Spectateurs : 73 819 · Arbitrage : Felix Brych · Photos du match · | Spectateurs : 73 819 · Arbitrage : Felix Brych · Photos du match · |
| 22 juin 2014 · 13:00 (UTC-3) · Historique des rencontres | Rapport          |         |        | Spectateurs : 73 819 · Arbitrage : Felix Brych · Photos du match · | Spectateurs : 73 819 · Arbitrage : Felix Brych · Photos du match · |

| Belgique | Russie |

| BELGIQUE :      |    |                   |  |     |     |
|                 |    |                   |  |     |     |
| Gardien de but  | 1  | Thibaut Courtois  |  |     |     |
|                 | 2  | Toby Alderweireld |  |     | 73e |
|                 | 3  | Thomas Vermaelen  |  | 31e |     |
|                 | 4  | Vincent Kompany   |  |     |     |
|                 | 6  | Axel Witsel       |  |     | 54e |
|                 | 7  | Kevin De Bruyne   |  |     |     |
|                 | 8  | Marouane Fellaini |  |     |     |
|                 | 9  | Romelu Lukaku     |  | 57e |     |
|                 | 10 | Eden Hazard       |  |     |     |
|                 | 14 | Dries Mertens     |  | 75e |     |
|                 | 15 | Daniel Van Buyten |  |     |     |
| Remplaçants :   |    |                   |  |     |     |
|                 | 5  | Jan Vertonghen    |  | 31e |     |
|                 | 17 | Divock Origi      |  | 57e |     |
|                 | 11 | Kevin Mirallas    |  | 75e |     |
| Sélectionneur : |    |                   |  |     |     |
| Marc Wilmots    |    |                   |  |     |     |

| RUSSIE :        |    |                      |  |     |     |
|                 |    |                      |  |     |     |
| Gardien de but  | 1  | Igor Akinfeïev       |  |     |     |
|                 | 2  | Alexeï Kozlov        |  | 62e |     |
|                 | 4  | Sergueï Ignachevitch |  |     |     |
|                 | 6  | Maxim Kanounnikov    |  |     | 38e |
|                 | 8  | Denis Glouchakov     |  |     |     |
|                 | 9  | Alexandre Kokorine   |  |     |     |
|                 | 14 | Vassili Bérézoutski  |  |     |     |
|                 | 17 | Oleg Chatov          |  | 83e |     |
|                 | 19 | Alexandre Samedov    |  | 90e |     |
|                 | 20 | Viktor Faïzouline    |  |     |     |
|                 | 23 | Dmitri Kombarov      |  |     |     |
| Remplaçants :   |    |                      |  |     |     |
|                 | 22 | Andreï Iechtchenko   |  | 62e |     |
|                 | 10 | Alan Dzagoïev        |  | 83e |     |
|                 | 11 | Aleksandr Kerjakov   |  | 90e |     |
| Sélectionneur : |    |                      |  |     |     |
| Fabio Capello   |    |                      |  |     |     |

| Assistants : Stefan Lupp Mark Borsch Quatrième arbitre : Carlos Vera Cinquième arbitre : Byron Romero Homme du Match : Eden Hazard |

#### Corée du Sud - Belgique
| Match 47                                                 | Corée du Sud | 0 - 1   | Belgique           | Arena Corinthians, São Paulo                                        |                                                                     |
| 26 juin 2014 · 17:00 (UTC-3) · Historique des rencontres |              | (0 - 0) | 78e Jan Vertonghen | Spectateurs : 61 397 · Arbitrage : Ben Williams · Photos du match · | Spectateurs : 61 397 · Arbitrage : Ben Williams · Photos du match · |
| 26 juin 2014 · 17:00 (UTC-3) · Historique des rencontres | rapport      |         |                    | Spectateurs : 61 397 · Arbitrage : Ben Williams · Photos du match · | Spectateurs : 61 397 · Arbitrage : Ben Williams · Photos du match · |

| Corée du Sud | Belgique |

| CORÉE DU SUD :  |    |                |  |     |     |
|                 |    |                |  |     |     |
| Gardien de but  | 21 | Kim Seung-gyu  |  |     |     |
|                 | 3  | Yun Suk-young  |  |     |     |
|                 | 5  | Kim Young-gwon |  |     |     |
|                 | 9  | Son Heung-min  |  | 73e |     |
|                 | 12 | Lee Yong       |  |     |     |
|                 | 13 | Koo Ja-cheol   |  |     |     |
|                 | 14 | Han Kook-young |  | 46e |     |
|                 | 16 | Ki Sung-yueng  |  |     |     |
|                 | 17 | Lee Chung-yong |  |     |     |
|                 | 18 | Kim Shin-wook  |  | 66e |     |
|                 | 20 | Hong Jeong-ho  |  |     | 35e |
| Remplaçants :   |    |                |  |     |     |
|                 | 11 | Lee Keun-ho    |  | 46e |     |
|                 | 7  | Kim Bo-kyung   |  | 66e |     |
|                 | 19 | Ji Dong-won    |  | 73e |     |
| Sélectionneur : |    |                |  |     |     |
| Hong Myung-bo   |    |                |  |     |     |

| BELGIQUE :      |    |                      |  |     |     |
|                 |    |                      |  |     |     |
| Gardien de but  | 1  | Thibaut Courtois     |  |     |     |
|                 | 5  | Jan Vertonghen       |  |     |     |
|                 | 8  | Marouane Fellaini    |  |     |     |
|                 | 11 | Kevin Mirallas       |  | 88e |     |
|                 | 14 | Dries Mertens        |  | 60e |     |
|                 | 15 | Daniel Van Buyten    |  |     |     |
|                 | 16 | Steven Defour        |  |     | 45e |
|                 | 19 | Mousa Dembélé        |  |     | 50e |
|                 | 18 | Nicolas Lombaerts    |  |     |     |
|                 | 20 | Adnan Januzaj        |  | 60e |     |
|                 | 21 | Anthony Vanden Borre |  |     |     |
| Remplaçants :   |    |                      |  |     |     |
|                 | 22 | Nacer Chadli         |  | 60e |     |
|                 | 17 | Divock Origi         |  | 60e |     |
|                 | 10 | Eden Hazard          |  | 88e |     |
| Sélectionneur : |    |                      |  |     |     |
| Marc Wilmots    |    |                      |  |     |     |

| Assistants : Matthew Cream Hakan Anaz Quatrième arbitre : Víctor Hugo Carrillo Cinquième arbitre : Rodney Aquino Homme du Match : Jan Vertonghen |

### Huitième de finale

#### Belgique - États-Unis
La Belgique se procure de nombreuses occasions et les Etats-Unis manquent le 0-1 en toute fin de match, mais le score est toujours de 0-0 au terme des nonante minutes. Lors de la prolongation, Kevin De Bruyne ponctue une contre-attaque menée par Romelu Lukaku, tandis que le second inscrit le 2-0 quelques minutes plus tard. Malgré la réduction du score par Julian Green, les Diables Rouges accèdent aux quarts de finale d'une coupe du monde pour la deuxième fois de leur histoire.
| 1er juillet 2014                          | Belgique                                 | 2 - 1 a. p. | États-Unis        | Stade Octávio-Mangabeira, Salvador de Bahia                            |                                                                        |
| 17:00 (UTC-3) · Historique des rencontres | Kevin De Bruyne 93e · Romelu Lukaku 105e | (0 - 0)     | 107e Julian Green | Spectateurs : 51 227 · Arbitrage : Djamel Haimoudi · Photos du match · | Spectateurs : 51 227 · Arbitrage : Djamel Haimoudi · Photos du match · |
| 17:00 (UTC-3) · Historique des rencontres | rapport                                  |             |                   | Spectateurs : 51 227 · Arbitrage : Djamel Haimoudi · Photos du match · | Spectateurs : 51 227 · Arbitrage : Djamel Haimoudi · Photos du match · |

| Belgique | États-Unis |

| Belgique :      |    |                   |  |      |     |
|                 |    |                   |  |      |     |
| Gardien de but  | 1  | Thibaut Courtois  |  |      |     |
|                 | 2  | Toby Alderweireld |  |      |     |
|                 | 4  | Vincent Kompany   |  |      | 42e |
|                 | 5  | Jan Vertonghen    |  |      |     |
|                 | 6  | Axel Witsel       |  |      |     |
|                 | 7  | Kevin De Bruyne   |  |      |     |
|                 | 8  | Marouane Fellaini |  |      |     |
|                 | 10 | Eden Hazard       |  | 111e |     |
|                 | 14 | Dries Mertens     |  | 60e  |     |
|                 | 15 | Daniel Van Buyten |  |      |     |
|                 | 17 | Divock Origi      |  | 91e  |     |
| Remplaçants :   |    |                   |  |      |     |
|                 | 9  | Romelu Lukaku     |  | 91e  |     |
|                 | 11 | Kevin Mirallas    |  | 60e  |     |
|                 | 22 | Nacer Chadli      |  | 111e |     |
| Sélectionneur : |    |                   |  |      |     |
| Marc Wilmots    |    |                   |  |      |     |

| États-Unis :     |    |                   |  |        |     |
|                  |    |                   |  |        |     |
| Gardien de but   | 1  | Tim Howard        |  |        |     |
|                  | 3  | Omar Gonzalez     |  |        |     |
|                  | 4  | Michael Bradley   |  |        |     |
|                  | 5  | Matt Besler       |  |        |     |
|                  | 7  | DaMarcus Beasley  |  |        |     |
|                  | 8  | Clint Dempsey     |  |        |     |
|                  | 11 | Alejandro Bedoya  |  | 105+1e |     |
|                  | 13 | Jermaine Jones    |  |        |     |
|                  | 19 | Graham Zusi       |  | 72e    |     |
|                  | 20 | Geoff Cameron     |  |        | 18e |
|                  | 23 | Fabian Johnson    |  | 32e    |     |
| Remplaçants :    |    |                   |  |        |     |
|                  | 16 | Julian Green      |  | 105+1e |     |
|                  | 18 | Chris Wondolowski |  | 72e    |     |
|                  | 2  | DeAndre Yedlin    |  | 32e    |     |
| Sélectionneur :  |    |                   |  |        |     |
| Jürgen Klinsmann |    |                   |  |        |     |

| Assistants : Abdelhak Etchiali Rédouane Achik Quatrième arbitre : Norbert Hauata Cinquième arbitre : Aden Range Homme du Match : Tim Howard |

### Quart de finale

#### Argentine - Belgique
L'Argentine marque l'unique but du match très tôt dans la partie et la Belgique ne parvient pas à égaliser malgré quelques occasions, sonnant la sortie de la compétition.
| 5 juillet 2014                            | Argentine          | 1 - 0   | Belgique | Stade national de Brasilia Mané Garrincha, Brasilia                   |                                                                       |
| 13:00 (UTC-3) · Historique des rencontres | Gonzalo Higuaín 8e | (1 - 0) |          | Spectateurs : 68 551 · Arbitrage : Nicola Rizzoli · Photos du match · | Spectateurs : 68 551 · Arbitrage : Nicola Rizzoli · Photos du match · |
| 13:00 (UTC-3) · Historique des rencontres | rapport            |         |          | Spectateurs : 68 551 · Arbitrage : Nicola Rizzoli · Photos du match · | Spectateurs : 68 551 · Arbitrage : Nicola Rizzoli · Photos du match · |

| Argentine | Belgique |

| Argentine :       |    |                    |  |     |     |
|                   |    |                    |  |     |     |
| Gardien de but    | 1  | Sergio Romero      |  |     |     |
|                   | 2  | Ezequiel Garay     |  |     |     |
|                   | 4  | Pablo Zabaleta     |  |     |     |
|                   | 6  | Lucas Biglia       |  |     | 75e |
|                   | 7  | Ángel Di María     |  | 33e |     |
|                   | 9  | Gonzalo Higuaín    |  | 81e |     |
|                   | 10 | Lionel Messi       |  |     |     |
|                   | 14 | Javier Mascherano  |  |     |     |
|                   | 15 | Martín Demichelis  |  |     |     |
|                   | 22 | Ezequiel Lavezzi   |  | 71e |     |
|                   | 23 | José María Basanta |  |     |     |
| Remplaçants :     |    |                    |  |     |     |
|                   | 8  | Enzo Pérez         |  | 33e |     |
|                   | 5  | Fernando Gago      |  | 81e |     |
|                   | 18 | Rodrigo Palacio    |  | 71e |     |
| Sélectionneur :   |    |                    |  |     |     |
| Alejandro Sabella |    |                    |  |     |     |

| Belgique :      |    |                   |  |     |     |
|                 |    |                   |  |     |     |
| Gardien de but  | 1  | Thibaut Courtois  |  |     |     |
|                 | 2  | Toby Alderweireld |  |     | 68e |
|                 | 4  | Vincent Kompany   |  |     |     |
|                 | 5  | Jan Vertonghen    |  |     |     |
|                 | 6  | Axel Witsel       |  |     |     |
|                 | 7  | Kevin De Bruyne   |  |     |     |
|                 | 8  | Marouane Fellaini |  |     |     |
|                 | 10 | Eden Hazard       |  | 75e | 53e |
|                 | 17 | Divock Origi      |  | 59e |     |
|                 | 15 | Daniel Van Buyten |  |     |     |
|                 | 11 | Kevin Mirallas    |  | 60e |     |
| Remplaçants :   |    |                   |  |     |     |
|                 | 22 | Nacer Chadli      |  | 75e |     |
|                 | 9  | Romelu Lukaku     |  | 59e |     |
|                 | 14 | Dries Mertens     |  | 60e |     |
| Sélectionneur : |    |                   |  |     |     |
| Marc Wilmots    |    |                   |  |     |     |

| Assistants : Renato Faverani Andrea Stefani Quatrième arbitre : Ben Williams Cinquième arbitre : Matthew Cream Homme du Match : Gonzalo Higuaín |

## Statistiques

### Temps de jeu
| Joueur               |          |          |          |          |          | TT       | But inscrit | MJ       | MT       | Légende |
| -------------------- | -------- | -------- | -------- | -------- | -------- | -------- | ----------- | -------- | -------- | --- |
| Gardiens             | Gardiens | Gardiens | Gardiens | Gardiens | Gardiens | Gardiens | Gardiens    | Gardiens | Gardiens | Abréviations et symboles : · TT : Total de minutes jouées · MJ : Nombre de matchs joués · MT : Matchs joués en tant que titulaire · : but · : joueur entré · : joueur remplacé · : capitaine · : carton jaune · : carton rouge * : indisponible sur blessure |
| Thibaut Courtois     | 90       | 90       | 90       | 120      | 90       | 480      | 0           | 5        | 5        | Abréviations et symboles : · TT : Total de minutes jouées · MJ : Nombre de matchs joués · MT : Matchs joués en tant que titulaire · : but · : joueur entré · : joueur remplacé · : capitaine · : carton jaune · : carton rouge * : indisponible sur blessure |
| Simon Mignolet       | 0        | 0        | 0        | 0        | 0        | 0        | 0           | 0        | 0        | Abréviations et symboles : · TT : Total de minutes jouées · MJ : Nombre de matchs joués · MT : Matchs joués en tant que titulaire · : but · : joueur entré · : joueur remplacé · : capitaine · : carton jaune · : carton rouge * : indisponible sur blessure |
| Sammy Bossut         | 0        | 0        | 0        | 0        | 0        | 0        | 0           | 0        | 0        | Abréviations et symboles : · TT : Total de minutes jouées · MJ : Nombre de matchs joués · MT : Matchs joués en tant que titulaire · : but · : joueur entré · : joueur remplacé · : capitaine · : carton jaune · : carton rouge * : indisponible sur blessure |
| Défenseurs           |          |          |          |          |          |          |             |          |          | Abréviations et symboles : · TT : Total de minutes jouées · MJ : Nombre de matchs joués · MT : Matchs joués en tant que titulaire · : but · : joueur entré · : joueur remplacé · : capitaine · : carton jaune · : carton rouge * : indisponible sur blessure |
| Toby Alderweireld    | 90       | 0 90     | 0        | 120      | 0 90     | 390      | 0           | 4        | 4        | Abréviations et symboles : · TT : Total de minutes jouées · MJ : Nombre de matchs joués · MT : Matchs joués en tant que titulaire · : but · : joueur entré · : joueur remplacé · : capitaine · : carton jaune · : carton rouge * : indisponible sur blessure |
| Thomas Vermaelen     | 0        | 31 0     | 0*       | 0*       | 0*       | 31       | 0           | 1        | 1        | Abréviations et symboles : · TT : Total de minutes jouées · MJ : Nombre de matchs joués · MT : Matchs joués en tant que titulaire · : but · : joueur entré · : joueur remplacé · : capitaine · : carton jaune · : carton rouge * : indisponible sur blessure |
| Vincent Kompany      | 90 0     | 90 0     | 0*       | 120      | 90 0     | 390      | 0           | 4        | 4        | Abréviations et symboles : · TT : Total de minutes jouées · MJ : Nombre de matchs joués · MT : Matchs joués en tant que titulaire · : but · : joueur entré · : joueur remplacé · : capitaine · : carton jaune · : carton rouge * : indisponible sur blessure |
| Jan Vertonghen       | 0 90     | 59 0     | 90       | 120      | 90       | 449      | 1           | 5        | 4        | Abréviations et symboles : · TT : Total de minutes jouées · MJ : Nombre de matchs joués · MT : Matchs joués en tant que titulaire · : but · : joueur entré · : joueur remplacé · : capitaine · : carton jaune · : carton rouge * : indisponible sur blessure |
| Daniel Van Buyten    | 90       | 90       | 90       | 120      | 90       | 480      | 0           | 5        | 5        | Abréviations et symboles : · TT : Total de minutes jouées · MJ : Nombre de matchs joués · MT : Matchs joués en tant que titulaire · : but · : joueur entré · : joueur remplacé · : capitaine · : carton jaune · : carton rouge * : indisponible sur blessure |
| Nicolas Lombaerts    | 0        | 0        | 90       | 0        | 0        | 90       | 0           | 1        | 1        | Abréviations et symboles : · TT : Total de minutes jouées · MJ : Nombre de matchs joués · MT : Matchs joués en tant que titulaire · : but · : joueur entré · : joueur remplacé · : capitaine · : carton jaune · : carton rouge * : indisponible sur blessure |
| Anthony Vanden Borre | 0        | 0        | 90       | 0*       | 0*       | 90       | 0           | 1        | 1        | Abréviations et symboles : · TT : Total de minutes jouées · MJ : Nombre de matchs joués · MT : Matchs joués en tant que titulaire · : but · : joueur entré · : joueur remplacé · : capitaine · : carton jaune · : carton rouge * : indisponible sur blessure |
| Laurent Ciman        | 0        | 0        | 0        | 0        | 0        | 0        | 0           | 0        | 0        | Abréviations et symboles : · TT : Total de minutes jouées · MJ : Nombre de matchs joués · MT : Matchs joués en tant que titulaire · : but · : joueur entré · : joueur remplacé · : capitaine · : carton jaune · : carton rouge * : indisponible sur blessure |
| Milieux              |          |          |          |          |          |          |             |          |          | Abréviations et symboles : · TT : Total de minutes jouées · MJ : Nombre de matchs joués · MT : Matchs joués en tant que titulaire · : but · : joueur entré · : joueur remplacé · : capitaine · : carton jaune · : carton rouge * : indisponible sur blessure |
| Axel Witsel          | 90       | 0 90     | 0        | 120      | 90       | 390      | 0           | 4        | 4        | Abréviations et symboles : · TT : Total de minutes jouées · MJ : Nombre de matchs joués · MT : Matchs joués en tant que titulaire · : but · : joueur entré · : joueur remplacé · : capitaine · : carton jaune · : carton rouge * : indisponible sur blessure |
| Kevin De Bruyne      | 90       | 90       | 0        | 0 120    | 90       | 390      | 1           | 4        | 4        | Abréviations et symboles : · TT : Total de minutes jouées · MJ : Nombre de matchs joués · MT : Matchs joués en tant que titulaire · : but · : joueur entré · : joueur remplacé · : capitaine · : carton jaune · : carton rouge * : indisponible sur blessure |
| Marouane Fellaini    | 25       | 90       | 90       | 120      | 90       | 415      | 1           | 5        | 4        | Abréviations et symboles : · TT : Total de minutes jouées · MJ : Nombre de matchs joués · MT : Matchs joués en tant que titulaire · : but · : joueur entré · : joueur remplacé · : capitaine · : carton jaune · : carton rouge * : indisponible sur blessure |
| Steven Defour        | 0        | 0        | 0 45     | 0        | 0        | 45       | 0           | 1        | 1        | Abréviations et symboles : · TT : Total de minutes jouées · MJ : Nombre de matchs joués · MT : Matchs joués en tant que titulaire · : but · : joueur entré · : joueur remplacé · : capitaine · : carton jaune · : carton rouge * : indisponible sur blessure |
| Moussa Dembélé       | 65 0     | 0        | 0 90     | 0        | 0        | 155      | 0           | 2        | 2        | Abréviations et symboles : · TT : Total de minutes jouées · MJ : Nombre de matchs joués · MT : Matchs joués en tant que titulaire · : but · : joueur entré · : joueur remplacé · : capitaine · : carton jaune · : carton rouge * : indisponible sur blessure |
| Nacer Chadli         | 46 0     | 0        | 30 0     | 9 0      | 15 0     | 100      | 0           | 4        | 1        | Abréviations et symboles : · TT : Total de minutes jouées · MJ : Nombre de matchs joués · MT : Matchs joués en tant que titulaire · : but · : joueur entré · : joueur remplacé · : capitaine · : carton jaune · : carton rouge * : indisponible sur blessure |
| Attaquants           |          |          |          |          |          |          |             |          |          | Abréviations et symboles : · TT : Total de minutes jouées · MJ : Nombre de matchs joués · MT : Matchs joués en tant que titulaire · : but · : joueur entré · : joueur remplacé · : capitaine · : carton jaune · : carton rouge * : indisponible sur blessure |
| Romelu Lukaku        | 58 0     | 57 0     | 0        | 29       | 31 0     | 144      | 1           | 4        | 2        | Abréviations et symboles : · TT : Total de minutes jouées · MJ : Nombre de matchs joués · MT : Matchs joués en tant que titulaire · : but · : joueur entré · : joueur remplacé · : capitaine · : carton jaune · : carton rouge * : indisponible sur blessure |
| Eden Hazard          | 90       | 90       | 2 0      | 111 0    | 75       | 369      | 0           | 5        | 4        | Abréviations et symboles : · TT : Total de minutes jouées · MJ : Nombre de matchs joués · MT : Matchs joués en tant que titulaire · : but · : joueur entré · : joueur remplacé · : capitaine · : carton jaune · : carton rouge * : indisponible sur blessure |
| Kevin Mirallas       | 0        | 15 0     | 88 0     | 60 0     | 60 0     | 223      | 0           | 4        | 2        | Abréviations et symboles : · TT : Total de minutes jouées · MJ : Nombre de matchs joués · MT : Matchs joués en tant que titulaire · : but · : joueur entré · : joueur remplacé · : capitaine · : carton jaune · : carton rouge * : indisponible sur blessure |
| Dries Mertens        | 45       | 75 0     | 60 0     | 60 0     | 30 0     | 270      | 1           | 5        | 3        | Abréviations et symboles : · TT : Total de minutes jouées · MJ : Nombre de matchs joués · MT : Matchs joués en tant que titulaire · : but · : joueur entré · : joueur remplacé · : capitaine · : carton jaune · : carton rouge * : indisponible sur blessure |
| Divock Origi         | 32 0     | 33       | 30 0     | 91 0     | 59 0     | 245      | 1           | 5        | 2        | Abréviations et symboles : · TT : Total de minutes jouées · MJ : Nombre de matchs joués · MT : Matchs joués en tant que titulaire · : but · : joueur entré · : joueur remplacé · : capitaine · : carton jaune · : carton rouge * : indisponible sur blessure |
| Adnan Januzaj        | 0        | 0        | 60 0     | 0        | 0        | 60       | 0           | 1        | 1        | Abréviations et symboles : · TT : Total de minutes jouées · MJ : Nombre de matchs joués · MT : Matchs joués en tant que titulaire · : but · : joueur entré · : joueur remplacé · : capitaine · : carton jaune · : carton rouge * : indisponible sur blessure |

| Buts              | Joueurs      | Adversaires |
| ----------------- | ------------ | ----------- |
| 1                 |              |             |
| Dries Mertens     | Algérie      |             |
| Marouane Fellaini | Algérie      |             |
| Divock Origi      | Russie       |             |
| Jan Vertonghen    | Corée du Sud |             |
| Kevin De Bruyne   | États-Unis   |             |
| Romelu Lukaku     | États-Unis   |             |

| Buts | Joueurs         | Adversaires         |
| ---- | --------------- | ------------------- |
| 2    | Eden Hazard     | Algérie, Russie     |
| 2    | Kevin De Bruyne | Algérie, États-Unis |
| 1    | Romelu Lukaku   | États-Unis          |